# Stictoleptura cordigera

Stictoleptura cordigera је врста инсекта из реда тврдокрилаца (Coleoptera) и породице стрижибуба (Cerambycidae). Сврстана је у потпородицу Lepturinae.

## Распрострањеност
Врста је распрострањена на подручју јужне Европе, Мале Азије, Кавказа, Ирана и Блиског Истока. У Србији је ретка врста, углавном насељава јужније делове.

## Опис
Глава, пронотум, ноге и антене су црне боје. Елитрони су црвене боје са једном срцоликом шаром у средишњем делу, а врх је црн. Антене су средње дужине. Дужина тела је од 14 до 20 mm.

## Биологија
Претпоставља се да се комплетан циклус развића одвија у периоду од  2 до 3 године. Ларва се развија у трулом дрвету листопадног дрвећа. Адулти су активни од маја до августа и могу се срести на цвећу. Као домаћини јављају се буква, храст,питоми кестен и различите врсте воћки.

## Синоними
- Leptura cordigera Füssli, 1775
- Brachyleptura cordigera (Füssli, 1775)
- Corymbia cordigera (Füssli, 1775)
- Aredolpona cordigera (Füssli, 1775)
- Paracorymbia cordigera (Füssli, 1775)
- Leptura hastata Sulzer, 1776